# Regierung Hedtoft I
Die Regierung Hedtoft I (dän: regeringen Hedtoft I) unter dem sozialdemokratischen Ministerpräsidenten Hans Hedtoft war vom 13. November 1947 bis zum 16. September 1950 die dänische Regierung. Amtierender König war Friedrich IX.
Die Regierung Hedtoft I war das 44. dänische Kabinett seit der Märzrevolution. Bis auf den parteilosen Außenminister Gustav Rasmussen, der bereits in der Regierung Kristensen gedient hatte, waren alle Minister Angehörige der Socialdemokraterne. Es wurde das neue Amt eines Wohnministers geschaffen, zudem wurde das Ministerium für Soziales und Arbeit getrennt. Es gab viele Kabinettsumbildungen, die größte am 16. September 1950. Weswegen ab dieser Zeit auch von einer Regierung Hedtoft II gesprochen wird.

## Kabinettsliste
Bildungsminister Hartvig Frisch starb im Amt.
| Ressort                                                                                            | Name              | Partei             | Amtsperiode                                     |
| -------------------------------------------------------------------------------------------------- | ----------------- | ------------------ | ----------------------------------------------- |
| Ministerpräsident                                                                                  | Hans Hedtoft      | Socialdemokraterne |                                                 |
| Äußeres                                                                                            | Gustav Rasmussen  | Parteiloser        |                                                 |
| Finanzen                                                                                           | H. C. Hansen      | Socialdemokraterne | bis zum 16. September 1950                      |
| Finanzen                                                                                           | Viggo Kampmann    | Socialdemokraterne | bis zum 16. September 1950                      |
| Krieg und Marine (vereint als Verteidigungsminister, am 27. Mai 1950 auch als Ministerium vereint) | Rasmus Hansen     | Socialdemokraterne |                                                 |
| Kirche                                                                                             | Frede Nielsen     | Socialdemokraterne | ad interim: bis zum 16. September 1950          |
| Kirche                                                                                             | Brodil Koch       | Socialdemokraterne | ab dem 16. September 1950                       |
| Bildung                                                                                            | Hartvig Frisch    | Socialdemokraterne | bis zum 1. Februar 1950                         |
| Bildung                                                                                            | Julius Bomholt    | Socialdemokraterne | ab dem 22. Februar 1950                         |
| Justiz                                                                                             | N. Busch-Jensen   | Socialdemokraterne | bis zum 25. Februar 1950                        |
| Justiz                                                                                             | Vilhelm Buhl      | Socialdemokraterne | ad interim: bis zum 4. März 1950                |
| Justiz                                                                                             | K. K. Steincke    | Socialdemokraterne | ab dem 4. März 1950                             |
| Inneres                                                                                            | Alsing Andersen   | Socialdemokraterne | bis zum 23. November 1947                       |
| Inneres                                                                                            | Jens Smørum       | Socialdemokraterne | ab dem 23. November 1947                        |
| öffentliche Arbeiten                                                                               | Carl Petersen     | Socialdemokraterne | bis zum 16. September 1950                      |
| öffentliche Arbeiten                                                                               | Frede Nielsen     | Socialdemokraterne | ab dem 16. September 1950                       |
| Landwirtschaft                                                                                     | Kristen Bording   | Socialdemokraterne | bis zum 16. September 1950                      |
| Landwirtschaft                                                                                     | Carl Petersen     | Socialdemokraterne | ab dem 16. September 1950                       |
| Fischerei                                                                                          | Chr. Christiansen | Socialdemokraterne |                                                 |
| Industrie, Handel und Seefahrt                                                                     | Jens Otto Krag    | Socialdemokraterne | bis zum 16. September 1950                      |
| Industrie, Handel und Seefahrt                                                                     | H. C. Hansen      | Socialdemokraterne | ab dem 16. September 1950                       |
| Soziales                                                                                           | Johan Strøm       | Socialdemokraterne |                                                 |
| Arbeit                                                                                             | Marius Sørensen   | Socialdemokraterne | bis zum 23. November 1949                       |
| Wohnen                                                                                             | Johannes Kjærbøl  | Socialdemokraterne | vom 23. November 1947 bis zum 23. November 1949 |
| ohne Geschäftsbereich                                                                              | Vilhelm Buhl      | Socialdemokraterne |                                                 |
| ohne Geschäftsbereich                                                                              | Fanny Jensen      | Socialdemokraterne | bis zum 16. September 1950                      |

## Quelle
- Statsministeriet: Regeringen Hans Hedtoft I